# 香树脂醇
香树脂醇（英語：amyrin）是一类属于五环类三萜的天然有机化合物，化学式为C30H50O。有α-香树脂醇，β-香树脂醇和δ-香树脂醇三种，这些化合物分离自生物体的表皮蠟質。植物的生物合成过程中，α-香树脂醇是熊果酸的前体，β-香树脂醇是齐墩果酸的前体。